# David Jengibarjan
David Yengibarian, magyarosan Yengibarian Dávid (Jereván, Örményország, 1976–) örmény harmonikaművész, jazz zenész, zeneszerző.
Zenész családban született. Örményországban tanult meg harmonikázni, első tanára édesanyja volt. 1995-ben települt Magyarországra.
Zenéje: világzene, az örmény népzene, az argentin tangó, és Astor Piazzolla világának egyvelege.

## Színházi produkciók
Zeneszerzője volt a következő filmeknek:
- Fésős András: Street, Heart, Beat,
- Farkas György: Vérvonal,
- Szőke András: Három,
- Magyar Éva: Nagy Hű Ha
- Sas Tamás: Szerelemtől sújtva,
- Rofusz Kinga: Arlequin (rajzfilm)
- Báthory Orsolya: Antik
- Novák Erik: Zuhanórepülés
- Robert-Adrian Pejó: Látogatás
- Tülin Özdemir: Au-delà de l’Ararat

Zeneszerzője volt a következő színdaraboknak, bábjátékoknak: 
- Szindbád – Griff Bábszínház, rendező: Veres András
- Molnár Ferenc: Liliom – Színház- és Filmművészeti Egyetem, rendező: Lukáts Andor
- Egressy Zoltán: Kék, kék, kék – Bárka Színház, rendező: Lukáts Andor
- Janus Glowacki: Negyedik nővér – Radnóti Színház, rendező: Rusznyák Gábor
- Tam-Tango Project – Madách Táncszínház, koreográfus: Sárközi Gyula
- Szilágyi Andor: El nem küldött levelek – Orange Tree Theatre (London)

Fellépett színházi produkciókban, játszott különböző filmekben 
- Bertolt Brecht: Városok sűrűjében – Szkéné Színház, rendező: Harsány Súlyom László
- Lukáts Andor: Portugál,
- Lukáts Andor: Bűn és bűnhődés,
- Uwe Janson: Holstein Lovers (Snétberger Ferenccel)

Budapesten rendszeresen fel szokott lépni többek között a Fonóban, a Merlin Színházban, a Trafóban, a Szkéné Színházban, a Vistában és a Matáv Zeneházban. A nagyvilág különböző jeles helyein is gyakran koncertezik.
Snétberger Ferenccel és Barcza Horváth Józseffel lépett fel 2001-ben Prágában a Khamaro Roma fesztiválon. Szólistaként dolgozott egy Miloš Forman fiai által rendezett színdarabban. Marozsán Erika színésznővel és Lázár Zsigmond hegedűssel közreműködtek a Szomorú vasárnap című film kölni gáláján.
1999-ben alakult meg triója. Tagjai: Barcza Horváth József (bőgő), Juhász Gábor (gitár); 2002-től: Egri János (bőgő), Botos József (gitár); 2010 óta: Badics Márk (dob), Vajdovich Árpád (basszusgitár).

## Filmszerepei
2023-ban szerepelt Tóth Barnabás rendező Mesterjátszma című pszichothrillerében, a túlvilágra tartó vonatot ellenőrző Vasutas szerepében.

## Diszkográfia
- Trio Yengibarjan: Tango Passion (2001)
- Balázs Elemér Group: Around the World (2002)
- David Yengibarjan – Frank London: Pandoukht (2003)
- David Yengibarian Octet: No Compromise (2010)
- Boris Kovac &David Yengibarian: On Eastern way (2012)
- David Yengibarian Trio (feat Lukacs Miklos): Mariage (2015)
- David Yengibarian Trio: Infuences (2022)